# Børre Sæthre
Børre Sæthre é um artista natural da Noruega que se expressa combinando arquitetura, design, armação de palco, e outras artes.
Ele constrói um universo baseado em desconecções mas ao mesmo tempo é cativante e medroso. [carece de fontes?]